# József Szlávy
József Szlávy de Érkenéz et Okány (23. listopadu 1818 Győr – 8. srpna 1900 Nová Ves nad Žitavou) byl rakouský, rakousko-uherský, respektive uherský politik, v letech 1872–1874 předseda vlády Uherska (vláda Józsefa Szlávyho) a zároveň ministr několika rezortů během 70. let 19. století, v letech 1880–1882 ministr financí Rakouska-Uherska.

## Život
József Szlávy vystudoval hornickou akademii v Banské Štiavnici. Nastoupil pak jako státní úředník. Působil u uherské dvorní komory v Budíně. Roku 1848 během revoluce 1848–1849 v Rakouském císařství ho Lajos Kossuth pověřil vedením důlní správy v oblasti Oravice v Banátu, později byl vládním komisařem. Po porážce revoluce byl zatčen a vojenský soud v Temešváru ho odsoudil na pět let. Dva roky byl vězněn v Olomouci. Po propuštění žil střídavě v Prešpurku a na svém sídlem v Álmosdu. S obnovením ústavního života se vrátil do politiky. Roku 1861 se stal místodržitelským radou, roku 1865 županem Biharské župy.
Jeho politická kariéra vrcholila po rakousko-uherském vyrovnání. Roku 1867 byl povolán coby stoupenec Ference Deáka na post státního tajemníka na ministerstvu vnitra. Krátce poté se stal přímo členem uherské vlády. Od 24. května 1870 do 4. prosince 1872 zastával úřad ministra orby, průmyslu a obchodu Uherska ve vládě Gyuly Andrássyho a vládě Menyhérta Lónyaye a následně se 4. prosince 1872 stal sám předsedou vlády Uherska (vláda Józsefa Szlávyho). V čele kabinetu setrval do 1. března 1874. Kromě pozice ministerského předsedy byl ještě krátce od 4. prosince 1872 do 15. prosince 1872 ministrem zeměbrany Uherska a od 19. prosince 1873 do 1. března 1874 ministrem financí Uherska.
Od 8. dubna 1880 do 4. června 1882 působil jako společný ministr financí Rakouska-Uherska (po rakousko-uherském vyrovnání šlo ovšem spíše o účetní post, bez výraznějších exekutivních a rozpočtových pravomocí). Zastával také významné funkce v zákonodárných sborech. 9. dubna 1879 se stal předsedou poslanecké sněmovny Uherského parlamentu a od roku 1894 do listopadu 1896 byl předsedou Sněmovny magnátů (jmenovaná horní komora Uherského parlamentu).